# Radioestrella
En astronomia, es diuen radioestrelles a aquelles estrelles que, per mitjà de descàrregues químiques i elèctriques, produeixen emissions en diferents radiofreqüències, bé de forma constant o en forma de polsos. Els púlsars, un tipus d'estrella de neutrons, és un exemple de radioestrella.
Betelgeuse (α Orionis), λ Andromedae, π Aurigae i κ Draconis són exemples de radioestrelles.